# 杜蘭 (厄瓜多爾)

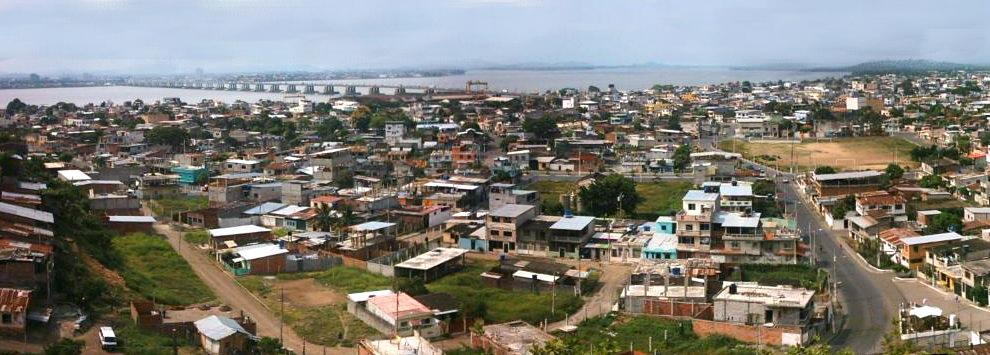

杜蘭是厄瓜多爾的城鎮，属于瓜亞斯省，位於該國西部，与瓜亚基尔市隔瓜亚斯河相望，面積58.6平方公里，海拔高度88米。是該國其中一個最早期的鐵路樞紐城市，穿越安第斯铁路的终点即在杜兰市。2001年人口174,531。